# Things on Wheels
Things on Wheels est un jeu vidéo de course développé par Load Inc. et édité par Focus Home Interactive, sorti en 2010 sur Windows et Xbox Live Arcade.

## Accueil
- Jeuxvideo.com : 6/20[1]